# إدلسان
إدلسان هي قرية ريفية في إقليم ورززات ضمن درعة تافيلالت بالمغرب. كان مجموع عدد سكان بلدية إدلسان 8.140 نسمة يعيشون في 1.214 أسرة.(تعداد السكان الرسمي 2004)